# Crossocnemis sylvia
Crossocnemis sylvia är en skalbaggsart som först beskrevs av Hermann Julius Kolbe 1894.  Crossocnemis sylvia ingår i släktet Crossocnemis och familjen långhorningar.
Artens utbredningsområde är Gabon. Inga underarter finns listade i Catalogue of Life.